# 蒙特迪普罗奇达
蒙特迪普罗奇达（義大利語：Monte di Procida），是意大利坎帕尼亞大區那不勒斯廣域市的一个市镇。总面积3平方公里，人口13308人，人口密度4436.0人/平方公里（2009年）。ISTAT代码为063047。